# Це було біля моря
«Це було біля моря» (рос. «Это было у моря») — радянський кінофільм, знятий Аян Шахмалієвою в 1989 році на кіностудії «Ленфільм».

## Сюжет
Ілону везуть у «Волзі» спорожнілою дорогою південного курортного міста в інтернат для дітей з проблемами спини. Вона сидить на передньому сидінні поруч з водієм, а її батьки позаду. У Ілони модна незвичайна зачіска, закордонний одяг, у вухах навушники плеєра, де звучить пісня «I Feel Fine» гурту «The Beatles». Її батько справляє враження великого начальника, має солідний вигляд, мама — видна, доглянута, дорого і зі смаком одягнена. Вони ведуть спокійну бесіду і не виявляють ніякої стурбованості і нервозності. До дочки їм немає справи. Дівчинка зовсім одна, сам на сам з майбутньою невідомістю.
Батьки вилазять з машини, а Ілона продовжує сидіти в ній. Замість батьків вихователька кличе її вилізти і тут же вливає її у дитячий колектив. Батьки не допомагають їй облаштуватися і не мають наміру навіть подивитися на побутові умови. Немає і сцени їх прощання. Ілона начебто має все для щастя: матеріальні блага, заможні батьки. Але своїй сім'ї вона не потрібна. Її батьки не намагалися самі вирішувати питання її здоров'я і ми бачимо, що на початку історії патологічних змін у неї немає, вона навіть не носить корсет. Їм набагато простіше і зручніше виявилося розмістити дівчинку, найімовірніше, за хабар, в інтернаті, передавши турботу про її здоров'я в руки радянської державної медицини.
Поруч з Ілоною відразу опиняється Міша. Він каже, що Ілона — найкрасивіша дівчинка в інтернаті. Однак в кінці фільму ми бачимо, що під цим він розуміє не зовнішність, не таланти, не душевні якості дівчинки, а те, що вона — без корсета з «нашийником» (так званий корсет Блаунта). Як тільки на неї надягають такий помітний корсет, вся її привабливість для Міші зникає. Він переключається на Свєту, з якої цей корсет вже зняли.

## У ролях
- Катерина Політова —  Ілона Сергєєва
- Ніка Турбіна —  Світа Дзугутова
- Ніна Русланова —  Зоя Григорівна
- Світлана Крючкова —  Іраїда Кузьмівна
- Анна Єкатерининська —  Надя Римська
- Віктор Гоголєв —  Іван Іванович Лосєв
- Динара Друкарова —  горбата дівчинка
- Валентина Титова —  мати Ілони
- Микола Лавров —  батько Ілони
- Валентина Ананьїна

## Знімальна група
- Режисер: Аян Шахмалієва
- Сценарій: Віктор Кликов
- Оператор: Сергій Юриздицький
- Художник-постановник: Георгій Карпачов
- Композитор: Олександр Кнайфель
- Звукорежисер: Галина Горбоносова
- Монтаж: Ірина Гороховська